# Cossé-d'Anjou
Cossé-d'Anjou är en kommun i departementet Maine-et-Loire i regionen Pays de la Loire i nordvästra Frankrike. Kommunen ligger i kantonen Chemillé som tillhör arrondissementet Cholet. År 2018 hade Cossé-d'Anjou 419 invånare.

## Befolkningsutveckling
Antalet invånare i kommunen Cossé-d'Anjou
| Referens: INSEE |